# Vermeersch (architecten)
Vermeersch is de naam van opeenvolgende Belgische architecten, gespecialiseerd in restauratie, gevestigd in Brugge.

## Maurice Vermeersch
Maurice Vermeersch (Brugge, 25 oktober 1901 - 6 augustus 1977) kreeg zijn opleiding aan de Stedelijke Kunstacademie in Brugge. Hij werd een medewerker van Jozef Vierin (1923-1926) en van de Oostendse architect Daniels. Hij werd vervolgens zelfstandig architect in Brugge.
Na zich voor de Tweede Wereldoorlog te hebben toegelegd op eigentijdse architectuur, maakte hij later, de voorkeur van zijn klanten volgend, vooral ontwerpen in neostijlen.
Wat de restauratiewerken betreft, die hij vaak uitvoerde in Brugge en omliggende, was zijn vertrekpunt het principe van het maximale behoud en het minimale vernieuwen. Hij was nochtans niet afkerig van reconstructies, waarbij zelfs neo-opvattingen niet veraf waren.
Onder zijn ontwerpen zijn te vermelden:
- campagne van restauratie aan het belfort en de stadshallen (1949-1974),
- het huis Cranenburg op de Markt van Brugge (1955-56), wat resulteerde in een bijzonder 'harde' restauratie,
- de Saaihalle in Brugge (1968-1970),
- de gebouwen van de Sint-Sebastiaansgilde in Brugge,
- restauratiewerken aan de Onze-Lieve-Vrouwekerk,
- restauratie en vernieuwen van talrijke privéwoningen.

Onder de door hem ontworpen nieuwbouw zijn te vermelden:
- de huizen in neostijlen van het Sint-Jozefinstituut in de Zilverstraat.

## Luc Vermeersch
Luc Vermeersch (Brugge, 15 juli 1939) studeerde in Gent aan de Sint-Lucasschool, zowel architectuur als restauratie van monumenten.
Hij trad toe tot het architectenbureau van zijn vader en nam er na diens dood de leiding van.
Als restauratiewerken zijn te vermelden:
- verschillende restauratiecampagnes in de Onze-Lieve-Vrouwekerk in Brugge,
- de Sint-Sebastiaansgilde in de Carmersstraat (1980),
- de Genuese Loge of Saaihalle in Brugge (1982),
- het Paradijsportaal van de Onze-Lieve-Vrouwekerk (1984),
- het huis Della Torre in de Spanjaardstraat Brugge,
- de Stadshallen (1989).

Een belangrijke interventie van Vermeersch betrof de herplaatsing op hun oorspronkelijke plaats van de praalgaven van Karel de Stoute en Maria van Bourgondië in de Brugse Onze-Lieve-Vrouwekerk en de volledige herinrichting van het koor van deze kerk.
Als nieuwbouwontwerpen zijn te vermelden:
- 'Ten Steeghere', een commercieel verbindingsgebouw tussen Burg en Wollestraat (1981),
- 'De Gouden Boom', een winkelgalerij (1983),
- De Brugse stadsbibliotheek 'De Biekorf', in samenwerking met Luc Dugardyn (1976-1985),
- het klooster van de Zwartzusters op het Oosterlingenplein,
- het schoolgebouw van de Zusters van de H. Jozef in de Annuntiatenstraat (1984).

Luc Vermeersch is lid van de Edele Confrerie van het Heilig Bloed.

## Sébastien Vermeersch
Sebastien Vermeersch (Brugge, .. 19..)
Hij studeerde aan de Hogeschool voor Wetenschap en Kunst (voormalige Sint-Lucasschool) in Gent vanaf 1993, en behaalde zijn diploma van architect in 1998. Aan de Artesis school in Antwerpen behaalde hij een master in Monumenten- en Landschapszorg (1999-2001). Bij Luka (Gent - KU Leuven) behaalde hij een diploma van management van een architectenbureau (2012-2013).
Onder zijn restauratieprojecten:
- Hotel d'Hanins de Moerkerke, Brugge
- Ten Walle, Torhout
- Sint-Martinuskerk, Loppem

Onder de nieuwbouwprojecten:
- Ter Poele, appartementen voor de Sociale Huisvestingsmaatschappij, Sint-Pieters, Brugge.
- Jeruzalemstraat Brugge, flats en huizen.

## Publicaties
- Maurice VERMEERSCH De praalgraven van Maria van Bourgondië en Karel de Stoute in het koor van de Onze-Lieve-Vrouwekerk te Brugge, in: Handelingen van het genootschap voor geschiedenis te Brugge, 1970.
- Luc VERMEERSCH, Het verplaatsen van de praalgraven van Maria van Bourgondië en Karel de Stoute, in: Hubert De Witte, e.a., Maria van Bourgondië, 1982.